# Agrometeorologia
L'agrometeorologia è l'applicazione delle conoscenze meteorologiche in agricoltura, tenuto conto dei rapporti tra atmosfera, suolo e vegetazione.

## Descrizione
Secondo l'Associazione Italiana di AgroMeteorologia per agrometeorologia si intende "la scienza che studia le interazioni dei fattori meteorologici ed idrologici con l'ecosistema agricolo-forestale e con l'agricoltura intesa nel suo senso più ampio".
Tra i fini della materia ricordiamo:
- analisi della destinazione e della pianificazione degli interventi di una data zona;
- scelta varietale e programmazione delle operazioni colturali;
- studi fisiologici e fenologici delle colture;
- miglioramenti produttivi mitiganti gli effetti negativi climatici;
- riduzione dei rischi legati a fenomeni meteorologici o ad attacchi parassitari ad essi annessi

La riuscita della produzione agricola dipende dalle capacità gestionali dell'imprenditore solo per aziende nella stessa zona e con terreni simili, in caso contrario il terreno ed i fenomeni meteorologici producono le variazioni riscontrate tra campi diversi ed in varie annate. I settori di influenza dell'agrometeorologia sulla gestione aziendale riguardano:
- la scelta produttiva globale e dei diversi appezzamenti;
- la valutazione del rischio climatico;
- la difesa da rischi fitopatologici e climatici (gelate, grandinate etc...);
- la previsioni di eventuali ristagni o carenze idriche e relativi interventi;
- la scelta della modalità, epoca e tempo di esecuzione delle pratiche colturali.

Per quanto riguarda la difesa da rischi fitopatologici, l'agrometeorologia consente l'utilizzo di "modelli previsionali" studiati per stimare la pericolosità di alcune malattie fungine e di insetti dannosi alle colture. Questi permettono l'applicazione di una lotta mirata che ha come obbiettivo l'ottenimento di produzioni con minori residui di agrofarmaci ("lotta integrata" e "lotta biologica").
Alla base dell'agrometeorologia c'è una semplice constatazione: buona parte dell'attività agricola è soggetta alle condizioni atmosferiche: la crescita e lo sviluppo delle piante dipendono dalla presenza di luce solare, acqua e condizioni termiche adeguate. Solo dallo studio delle interazioni tra condizioni climatiche e colture può quindi scaturire un progresso delle produzioni nel rispetto dei vincoli naturali.
I fattori di interesse dell'agrometeorologo sono quindi: l'atmosfera, almeno nella porzione (troposfera) che ospita i fenomeni meteorologici, il suolo, almeno fino alla profondità dove si trovano falde che riforniscono le radici di acqua per capillarità, e naturalmente le colture stesse, intese sia dal punto di vista strettamente vegetale che come strumenti di produzione governati da agricoltori.
Per fare un esempio concreto la produzione del frumento dipende dalla disponibilità di un terreno adeguatamente lavorato e in buone condizioni idriche e termiche, sufficienti alla germinazione del seme in tempi non eccessivamente lunghi. La data effettiva della germinazione e delle successive fasi di sviluppo della pianta (accestimento, levata, spigatura, maturazione) dipende dalla situazione termica dell'anno specifico e può variare per lo stesso sito anche di diverse settimane, a parità di altre condizioni.

## Gli elementi del clima

### Radiazione solare
La radiazione solare riveste una grande importanza in agrometeorologia e in agronomia. Si tratta infatti di una grandezza fisica che influenza il tasso di fotosintesi clorofilliana e di conseguenza il tasso di accrescimento dei vegetali. Inoltre la radiazione solare gioca un ruolo essenziale nel bilancio radiativo ed energetico al suolo, influenzando il tasso di evaporazione e traspirazione, nonché, in ultima analisi, il bilancio idrico dei terreni.
Per radiazione globale si intende il complesso della luce diretta di origine solare, diffusa dal cielo (diffusione di Rayleigh), e riflessa dalle nubi, incidente su una superficie piana al suolo. L'unità di misura comunemente utilizzata è il watt per metro quadro (W/m2), corrispondente alla quantità di energia luminosa incidente per unità di superficie nell'unità di tempo. Valori integrati giornalieri sono attualmente espressi in MJ/m2 (megajoule per metro quadro), mentre in passato venivano usate le calorie per cm2.
Considerando che per evaporare in condizioni standard un millimetro d'acqua (corrispondente a 1 litro per metro quadro) sono necessari circa 2,45 MJ è facile esprimere la radiazione globale incidente in unità equivalenti di evaporazione potenziale. Per esempio se in una bella giornata estiva vengono misurati 25 MJ/m2 di radiazione globale questi corrispondono all'evaporazione potenziale di circa 10 mm d'acqua (per esempio da un lago). Naturalmente non tutta l'energia solare incidente si converte in evaporazione, anzi una parte non trascurabile della radiazione solare incidente viene riflessa verso il cielo, con effetto variabile a seconda dell'albedo (o riflettività) della superficie. Un'altra quota variabile del flusso di radiazione incidente riscalda la superficie e si converte in calore sensibile, riscaldando il terreno (per conduzione) e l'aria soprastante la superficie (per convezione). La superficie riscaldata dal sole a sua volta emette verso il cielo quote di radiazione infrarossa in quantità dipendenti dalla temperatura superficiale e dall'emissività della superficie, secondo la legge di Stefan-Boltzmann.
Una frazione della radiazione globale (stimabile con buona approssimazione al 50%) è fotosinteticamente attiva, compresa cioè nella banda di lunghezze d'onda (400-700 nanometri) effettivamente in grado di innescare la fotosintesi clorofilliana.

#### Misura della radiazione
In agrometeorologia per misurare il flusso di radiazione globale incidente si utilizzano di solito strumenti denominati radiometri globali o piranometri, che convertono il complesso della luce diretta dal sole, diffusa dal cielo e riflessa dalle nubi in un segnale meccanico, o più comunemente, elettrico. In passato la radiazione veniva stimata dalla misura del soleggiamento, o durata dell'illuminazione diretta da sole, ottenuta per mezzo di eliofanografi a lettura manuale.

#### Bilancio di radiazione e bilancio energetico
Il bilancio di radiazione è molto rilevante in agrometeorologia perché consente di valutare la quantità netta di energia radiante RSn disponibile per i processi superficiali. In poche parole consiste nella somma algebrica tra flussi entranti (e) e uscenti (u) di radiazione solare (RS) e di radiazione infrarossa termica (RIT). In simboli:
RSn = RSe - RSu + RITe - RITu.
La radiazione solare entrante coincide con la radiazione globale al piranometro, quella uscente è pari a quest'ultima per il coefficiente di albedo. Il bilancio tra radiazione infrarossa entrante e uscente dipende dalle condizioni termiche e dall'emissività della superficie, dalla presenza o meno di nubi, e dal tasso di umidità dell'aria.
I quattro termini del bilancio possono in varia misura essere stimati oppure misurati. Esiste a tale proposito strumentazione che fornisce direttamente il valore di RSn.
Una volta determinato il bilancio di radiazione, per esempio su base giornaliera, è possibile stimare anche il bilancio energetico, ovvero la ripartizione dell'energia disponibile RSn per i flussi di calore sensibile (conduzione nel suolo e convezione nell'aria) e latente (evaporazione). Una piccola quota di energia è assorbita dal processo fotosintetico ma è generalmente trascurata nei calcoli di bilancio. Talvolta anche la conduzione nel suolo viene trascurata ma ciò è corretto solo per bilanci giornalieri o su scale di tempo maggiori, nelle quali il suolo cede e assorbe quantità di calore pressoché equivalenti.

#### Difetti d'illuminazione
Una scarsa illuminazione provoca in agricoltura importanti effetti.
Negli ortaggi per esempio si verifica la cosiddetta "eziolatura" cioè:
- mancata produzione di clorofilla con le foglie che restano bianche
- allungamento del caule principale
- mancata fioritura

ciò è pregiudizievole nel caso di ortaggi "da frutto" come pomodori, melanzane, ecc.; ma può essere favorevole nel caso delle insalate perché i consumatori preferiscono le foglie prive di clorofilla considerate più “tenere”.
L'eziolatura provocata da semine troppo fitte è allo stesso modo utile nelle piante foraggere perché comporta la produzione di steli esili e poco lignificati e quindi più digeribili, ma molto negativa nei cereali perché porta all'allettamento e alla mancata fioritura.

#### Mezzi per migliorare l'utilizzazione della radiazione
Per raggiungere lo scopo è possibile mettere in atto una serie di accorgimenti. Primo fra tutti la coltivazione di varietà dotate di maggiore efficienza fotosintetica o con apparato fogliare capace di intercettare meglio la luce (ramificazioni più "aperte").
Considerato poi che il massimo di illuminazione si verifica in maggio e giugno, bisogna preferire le semine autunnali o, al più, le semine primaverili molto precoci.
Preferire infine le piante con foglie erette.
Nel caso di piantagioni arboree, adottare sistemi di allevamento che intercettano meglio la luce (nella vite il tendone è senz'altro preferibile alle controspalliere) e orientare i filari lungo l'asse nord-sud.

### Temperatura
Bisogna ricordare che la temperatura dipende dalla latitudine, l'altitudine, l'esposizione e altri fattori quali la vicinanza di mari, laghi o fiumi, i venti, le correnti marine, la distribuzione ed intensità delle precipitazioni.
Dal punto di vista agronomico oltre alla temperatura dell'aria, hanno rilevanza quelle del terreno e dell'acqua d'irrigazione.

#### Effetti della temperatura
Temperature cardinali minime di germinazione dei semi di alcune piante coltivate:
| Avena (Avena sativa)                    | 1-2 °C   |  | Bietola (Beta vulgaris)                    | 4-5 °C   |
| Carota (Daucus carota)                  | 4-5 °C   |  | Cetriolo (Cucumis sativus)                 | 19-21 °C |
| Colza (Brassica napus oleifera)         | 1 °C     |  | Fagiolo (Phaseolus vulgaris)               | 10 °C    |
| Fava (Vicia faba)                       | 1-2 °C   |  | Frumento (Triticum spp. )                  | 0-1 °C   |
| Girasole (Helianthus annuus)            | 8-9 °C   |  | Lenticchia (Lens culinaria)                | 4 °C     |
| Lupino giallo (Lupinus luteus)          | 3-5 °C   |  | Mais (Zea mays)                            | 9 °C     |
| Medica (Medicago sativa)                | 1 °C     |  | Miglio (Panicum miliaceum)                 | 11-12 °C |
| Orzo (Hordeum vulgare)                  | 1-2 °C   |  | Patata (Solanum tuberosum)                 | 8-10 °C  |
| Pisello (Pisum sativum)                 | 1 °C     |  | Ravizzone (Brassica rapa campestris)       | 1-3 °C   |
| Riso (Oryza sativa)                     | 11-12 °C |  | Segale (Secale cereale)                    | 0-1 °C   |
| Tabacco (Nicotiana tabacum)             | 13-14 °C |  | Trifoglio bianco (Trifolium repens)        | 1-3 °C   |
| Trifoglio ibrido (Trifolium hybridum)   | 5 °C     |  | Trifoglio incarnato (Trifolium incarnatum) | 1 °C     |
| Trifoglio violetto (Trifolium pratense) | 1 °C     |  | Veccia comune (Vicia sativa)               | 1 °C     |
| Veccia vellutata (Vicia villosa)        | 1 °C     |  | Zucchina (Cucurbita pepo)                  | 14 °C    |

### Acqua e piante
Per il fabbisogno di acqua le piante sono suddivise in:
- xerofite, poco esigenti;
- mesofite, mediamente esigenti;
- idrofite, molto esigenti;
- tropofite, adattate ad un clima in cui si alternano elevata umidità e forte siccità.

#### Precipitazioni atmosferiche
La pioggia è il modo "normale" attraverso cui le piante si procurano l'acqua: direttamente, con le foglie o indirettamente attraverso le radici. In quest'ultimo caso l'acqua è anche il veicolo della loro nutrizione minerale.

L'agricoltura è quindi fortemente condizionata dalla pioggia e, in subordine, dalle altre precipitazioni.
Per quanto concerne la pioggia non è importante solo la quantità totale, ma anche l'intensità, la frequenza e la sua distribuzione durante l'anno.

In generale a bassa intensità corrisponde alta frequenza e viceversa.

Per l'agricoltura l'ideale è rappresentato da numerose piogge di scarsa intensità distribuite uniformemente nell'arco dell'anno perché in questo modo il terreno conserva costantemente il giusto grado di umidità. È considerata ottimale una intensità intorno ai 2 mm/h.

La pioggia presenta anche aspetti negativi: diffusione delle malattie, ostacolo alla impollinazione sia nelle piante anemofile che in quelle entomofile, danneggiamento dei frutti e loro più o meno parziale distruzione, formazione di crostoni sul terreno, sua erosione, intralcio alle operazioni colturali ed ai trattamenti.
La rugiada non provoca danni alle colture, viceversa può costituire una interessante fonte di acqua, ma solo nelle zone calde ed aride.
La neve, con il suo alto potere coibente, durante l'inverno protegge il terreno dalle gelate. In primavera rallenta il suo riscaldamento ritardando la ripresa vegetativa, cosa positiva perché preserva le piante dai danni delle gelate tardive.

Ha anche funzione di serbatoio d'acqua. Sciogliendosi con gradualità, consente al terreno di immagazzinare l'acqua che altrimenti si sarebbe dispersa per ruscellamento.

Fra gli effetti negativi c'è la riduzione degli scambi gassosi fra suolo ed atmosfera e la rottura dei rami degli alberi.
La brina provoca danni soprattutto ai tessuti giovani. In agricoltura è particolarmente pericolosa se si verifica tardivamente nel periodo del germogliamento o della fioritura.

Esistono diversi metodi per difendere le colture dalle gelate.

Vi sono metodi che rallentano la perdita di calore del terreno, quali i fumi generati dalla bruciatura di materiali di scarto o di apposite “paste antibrina”, fino a veri e propri candelotti fumogeni e generatori di fumi chimici.

Ci sono anche metodi basati sul rimescolamento dell'aria più calda degli strati superiori con quella più fredda degli strati inferiori. Si tratta in pratica di grossi ventilatori.

Infine vi sono metodi basati sulla produzione di calore con fornelli, apparecchi a raggi infrarossi e irrigazione antibrina (l'acqua ghiacciando, emana il calore latente di solidificazione, che contrasta il raffreddamento).
La grandine è la precipitazione atmosferica più dannosa, perché, lesionando foglie, germogli, fiori e frutti, oltre a produrre danni diretti, apre la strada all'attacco di funghi, batteri e virus.

#### Evapotraspirazione
Per evapotraspirazione si intende i processi contemporanei di evaporazione dalla superficie del suolo e di traspirazione da parte delle piante, per cui si verifica la perdita di acqua da parte del terreno con copertura vegetale.
Sotto il profilo agronomico, è utile considerare i processi unitariamente, in quanto la loro somma rappresenta il consumo idrico della coltura;
utile sia ai fini delle problematiche irrigue, che per stimare la potenzialità produttiva di un territorio con disponibilità idrica nota.
Stima diretta di evapotraspirazione:
{\displaystyle \mathrm {E+T=Ni+I-Pr\pm D} }
dove:
- {\displaystyle {\ce {E}}}, è la evaporazione dal suolo;
- {\displaystyle {\ce {T}}}, è la traspirazione da parte delle piante;
- {\displaystyle {\ce {Ni}}}, soni gli apporti idrici naturali;
- {\displaystyle {\ce {I}}}, sono gli apporti idrici artificiali;
- {\displaystyle {\ce {Pr}}}, sono le perdite idriche per percolazione o ruscellamento;
- {\displaystyle {\ce {D}}}, è la differenza fra il contenuto idrico iniziale e quello finale.

### Atmosfera

#### Vento
I venti esplicano notevoli effetti diretti e indiretti sulle piante coltivate:
- Allettamento specialmente nei cereali;
- rottura di rami;
- caduta di frutti;
- impollinazione;
- trasporto di semi di piante infestanti;
- trasporto di sali (venti salsi);
- raffreddamento o riscaldamento dell'aria;
- modifica della traspirazione;
- accelerazione della maturazione dei frutti e dell'essiccamento;
- eliminazione delle differenze di concentrazione dell'anidride carbonica, dell'ossigeno, e del vapore acqueo fra i diversi strati (rimescolamento dell'aria);
- modifica della diffusione e dell'attacco di molti parassiti;
- difficoltà nell'eseguire i trattamenti.

In alcune regioni del mondo i venti risultano particolarmente pericolosi poiché erodono il terreno in superficie riducendo lo strato attivo del suolo e di conseguenza la sua fertilità. I venti hanno concorso alla formazione di molti deserti (dune di sabbia).
Qualora gli effetti del vento fossero particolarmente dannosi, è necessario ricorrere alla messa a dimora di piante frangivento o alla realizzazione di appositi ripari.

#### Anidride carbonica
La concentrazione di anidride carbonica, visto il suo fondamentale ruolo nella fotosintesi clorofilliana, condiziona la produttività agricola. La concentrazione di CO2 ottimale è di 300 ppm. All'interno della chioma di un albero, durante il giorno, può scendere anche a 40 ppm. È quindi di fondamentale importanza assicurare un adeguato ricambio di aria sull'intero appezzamento.

#### Inquinamento atmosferico
Fra gli inquinanti sono da segnalare il biossido di zolfo SO2 (anidride solforosa), il solfuro di idrogeno H2S (idrogeno solforato o acido solfidrico) e il fluoruro di idrogeno HF (acido fluoridrico), i quali, oltre al noto fenomeno delle piogge acide, provocano effetti dannosi diretti sulle piante. Per esempio l'SO2 produce l'imbiancamento del margine fogliare e la successiva morte delle piante investite da tale inquinante.

## Zone agrarie
Per zona agraria s'intende il territorio entro cui una determinata pianta può essere coltivata fornendo un prodotto adeguato dal punto di vista quantitativo, qualitativo ed economico.
Oltre che dalla capacità biologica di adattamento (clima, terreno, parassiti ecc.), essa dipende anche da fattori economici, sociali e politici che condizionano la produttività (ad esempio la capacità della manodopera locale), il consumo (ad esempio le abitudini alimentari della popolazione) o l'esportazione (ad esempio accordi per gli scambi commerciali con i paesi terzi).
Per questi motivi, la zona agraria di una determinata specie è di solito più ridotta rispetto al suo areale botanico. Fanno eccezione quelle piante che non devono svolgere il ciclo biologico per intero (ad esempio le foraggere) oppure le piante in coltura irrigua come il mais e, ovviamente, le colture protette in vario modo.
È scontato che non tutte le cultivar di una determinata specie si adattano all'intera sua area agraria, ma questa risulta suddivisa in tante sottozone per quante sono le cultivar.
Il miglioramento genetico dei vegetali viene spesso in soccorso dell'agricoltura creando cultivar idonee ai diversi climi e terreni.
Considerando le colture più importanti sul piano socio-economico, l'Europa è stata suddivisa in regioni. Dal meridione al settentrione:
1. Regione dell'olivo: comprende i paesi mediterranei. In essi l'olivo cresce senza soffrire i danni del gelo. In questa regione sono presenti anche agrumi (nelle zone più miti), carrubo, fava, fico d'India, grano, mais (in zone poco siccitose o irrigue), mandorlo, orzo e vite.
2. Regione della vite: occupa l'altopiano centrale della Spagna e le sue coste nord-occidentali, il centro ed il meridione della Francia, l'Italia fino alle falde delle Alpi (500–600 m), l'Austria meridionale e l'Ungheria.
3. Regione dei cereali: si estende in tutto il nord della Francia, il Belgio, gran parte della Germania e della Russia e parte della Gran Bretagna e dei Paesi Scandinavi. Oltre ai cereali vi si coltivano barbabietola, lino, patate, rape e trifogli.
4. Regione dei pascoli: abbraccia tutte le zone in cui l'inverno è sufficientemente mite (pascoli invernali) o l'estate non troppo torrida (pascoli estivi). Comprende anche le zone a clima relativamente mite e molto umido (pascoli perenni durante la maggior parte dell'anno).
5. Regione delle foreste: occupa i terreni più magri e più scoscesi di tutte le precedenti regioni e tutte le zone particolarmente fredde del nord Europa.